# Faro Campana
El faro Campana es un faro no habitado de la Armada Argentina que se encuentra en la parte norte de la Punta Mercedes, al sur de la Bahía Laura; en la Provincia de Santa Cruz, Argentina. Se ubica dentro de la Reserva Natural Provincial Intangible Bahía Laura, representado el límite sur de la misma.
Este faro, al igual que el Faro Cabo Guardián fue construido con la finalidad de señalar la posición de la roca Bellaco, la cual es de gran peligrosidad para la navegación en la zona.
El mismo tiene una altura total de 50 m, de los cuales 26 corresponden a la estructura del faro. Tiene un alcance nominal de 11,3 millas náuticas (20,9 km).
La torre original fue construida entre los meses de febrero y marzo de 1928, comenzando a funcionar el 30 de marzo de 1928. Consistía de un armazón de hierro con forma de pirámide cuadrangular, una plataforma superior y una barandilla. Al poco tiempo comienza a sufrir las inclemencias del clima, principalmente de oxidación por el agua de mar, corrosión de la sal y voladuras de arena. En noviembre de 1974 fue reemplazada por una nueva torre, quedando en el lugar la torre antigua. Esta nueva estructura tiene una forma troncopiramidal y una plataforma superior que soporta la linterna y una barandilla de protección fue construida entre los meses de noviembre y diciembre de 1974, comenzando a funcionar nuevamente en enero de 1975.

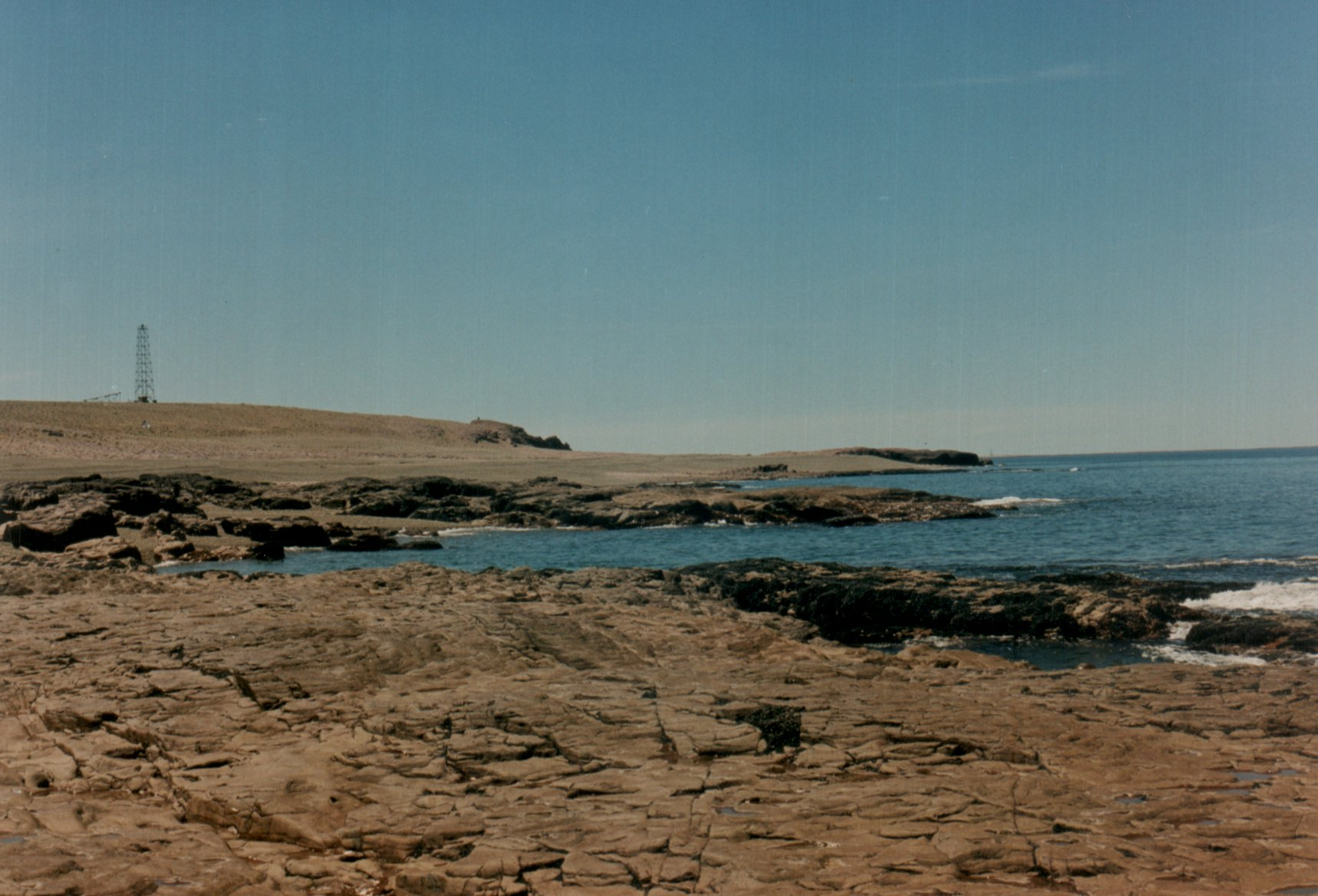
Vista de Punta Mercedes y Faro Campana desde el norte.